# عبدالجبار خان
عبدالجبار خان (انگلیسی: Abdul Jabbar Khan; ۳۰ ژوئن ۱۹۰۲ – ۲۳ آوریل ۱۹۸۴) سیاست‌مدار اهل پاکستان بود. وی از سال ۱۹۶۵ تا ۱۹۶۹ رئیس مجلس ملی پاکستان بوده‌است.